# Caldo verde (cocina peruana)
En Perú, el caldo verde, o chupe verde, es una sopa a base de diferentes hierbas frescas, papa u olluco, queso fresco y huevos. Es típico del área andina del Perú y en particular de Cajamarca y Tarma.
En concreto las hierbas usadas son perejil, paico, huacatay, muña y culantro, hierbabuena y ruda, a veces también orégano y cebollita china. Todas ellas son hierbas aromáticas y con propiedades medicinales. Tradicionalmente las hierbas se muelen en un mortero o batán cajamarquino, aunque hoy en día es más típico usar una batidora o licuadora eléctrica, y se pueden servir integradas en el caldo o en una salsa aparte, junto con rocoto molido.